# Реобаза
В электрофизиологии, реобазой называют минимальную силу тока, вызывающую ответ: сокращение мышцы либо биоэлектрический потенциал в одиночной нервной клетке, при неограниченном времени воздействия (на практике обычно не более нескольких сот миллисекунд).
Реобаза составляет половину силы тока, которая вызывает реакцию мышечной или нервной ткани за время хронаксии.

## Кривая «Сила — Длительность»
Хронаксия и реобаза — это параметры, описывающие кривую «сила-длительность». Эта кривая иллюстрирует отношение интенсивности (силы тока) порогового стимула к его длительности. С увеличением длительности пробного стимула минимальная сила тока, необходимая для запуска потенциала действия одиночной нервной клетки понижается:
{\displaystyle I_{t}={\frac {Q_{t}}{D}}}
{\displaystyle I_{t}} — сила тока порогового трансмембранного стимула; {\displaystyle Q_{t}}- величина заряда, необходимая для возбуждения одиночной нервной клетки; {\displaystyle D} — длительность стимула.

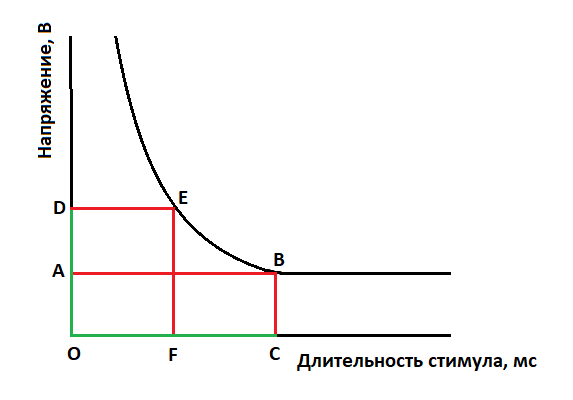
OA — реобаза, OD — две реобазы, OF — хронаксия, OC — полезное время. Замечание: для описания интенсивности стимула можно использовать как напряжение (В), так и силу тока (А).

Кривая «сила-длительность» представляет собой график порогового значения силы тока (I) от длительности импульса (D), необходимой для стимуляции возбудимой ткани. Как уже было упомянуто, две важные точки на кривой — это реобаза и хронаксия, соответствующая двум реобазам. Такие кривые полезны в исследованиях, в которых рассматриваемый ток меняется при изменении длительности импульса.